# Roland Ugrai
Roland Ugrai (ur. 13 listopada 1992 w Békéscsabie) – węgierski piłkarz występujący na pozycji napastnika, reprezentant kraju.

## Życiorys
Występował w juniorskim klubie Szokolai Focisuliban, a w 2007 roku został wcielony do Illés Akadémii – juniorskiej akademii Haladásu Szombathely. W 2009 roku awansował do pierwszej kadry drużyny. W oficjalnym meczu seniorów zadebiutował w wieku 16 lat i 8 miesięcy, kiedy to 16 lipca 2009 roku zmienił Máté Skribę w przegranym 0:3 meczu Ligi Europy UEFA z Elfsborgiem. W NB I Ugrai zadebiutował 2 sierpnia w przegranym 0:3 spotkaniu z Kaposvári Rákóczi FC. Dwa tygodnie później zdobył bramkę z ligowym spotkaniu z Debreceni VSC. W sezonie 2012/2013 stał się graczem podstawowego składu Haladásu.
W lutym 2014 roku Ferencvárosi TC zakupił Ugraia za sto tysięcy euro. W okresie występów dla tego klubu grał z takimi zawodnikami jak Zoltán Gera i Tamás Hajnal. Ugrai nie był jednak podstawowym zawodnikiem budapeszteńskiego klubu, rozgrywając przez półtora roku 22 spotkania ligowe, przez co stał się obiektem krytyki kibiców. W 2015 roku zdobył z Ferencvárosem krajowy puchar. Po zakończeniu sezonu powrócił do Haladásu, który opuścił jednak w następnym sezonie wskutek konfliktu z trenerem Gézą Mészölyem, zostając piłkarzem Diósgyőri VTK. Początkowo nie był podstawowym zawodnikiem klubu, jednak stał się nim w sezonie 2017/2018. Udana runda jesienna w wykonaniu Ugraia spowodowała, że otrzymał on od Bernda Storcka powołanie do reprezentacji. Zadebiutował w niej 7 października 2017 roku w przegranym 2:5 meczu eliminacji do Mistrzostw Świata 2018 ze Szwajcarią, w którym zdobył ponadto gola. Po rozczarowującej rundzie wiosennej, z końcem sierpnia 2018 roku Ugrai został zwolniony przez DVTK na wolny transfer. Następnie występował w greckim Atromitosie. 22 września 2018 roku zdobył pierwszego gola w barwach tego klubu, co miało miejsce w ligowym spotkaniu z AE Larisa. Jednakże w dalszym przebiegu sezonu Ugrai doznał poważnej kontuzji.
W lutym 2020 roku Ugrai podpisał kontrakt z Honvédem Budapeszt. Z Honvédem zdobył na koniec sezonu Puchar Węgier. W styczniu 2021 roku odszedł z klubu, a w marcu podpisał kontrakt z Debreceni VSC. Z klubem tym w sezonie 2020/2021 awansował do NB I.

## Statystyki ligowe
| Sezon         | Klub                 | Liga               | Mecze | Gole |
| ------------- | -------------------- | ------------------ | ----- | ---- |
| 2009/2010     | Szombathelyi Haladás | NB I               | 2     | 1    |
| 2010/2011     | Szombathelyi Haladás | NB I               | 4     | 0    |
| 2011/2012     | Szombathelyi Haladás | NB I               | 9     | 1    |
| 2012/2013     | Szombathelyi Haladás | NB I               | 21    | 3    |
| 2013/2014 (j) | Szombathelyi Haladás | NB I               | 12    | 3    |
| 2013/2014 (w) | Ferencvárosi TC      | NB I               | 8     | 0    |
| 2014/2015     | Ferencvárosi TC      | NB I               | 14    | 2    |
| 2015/2016     | Szombathelyi Haladás | NB I               | 17    | 3    |
| 2016/2017     | Diósgyőri VTK        | NB I               | 18    | 5    |
| 2017/2018     | Diósgyőri VTK        | NB I               | 31    | 10   |
| 2018/2019 (j) | Diósgyőri VTK        | NB I               | 2     | 0    |
| 2018/2019 (w) | PAE Atromitos        | Superleague Ellada | 11    | 3    |
| 2019/2020 (j) | PAE Atromitos        | Superleague Ellada | 9     | 2    |
| 2019/2020 (w) | Budapest Honvéd FC   | NB I               | 13    | 3    |
| 2020/2021 (j) | Budapest Honvéd FC   | NB I               | 8     | 1    |
| 2020/2021 (w) | Debreceni VSC        | NB II              | 8     | 3    |
| 2021/2022     | Debreceni VSC        | NB I               | 25    | 10   |